# Acrobati (opera teatrale)
Acrobati (Jumpers) è un'opera teatrale del commediografo britannico Tom Stoppard, portata al debutto a Londra nel 1972.

## Trama
George Moore è un professore di filosofia di mezz'età che fatica a stare al passo con i tempi e con il nuovo programma imposto da Archie Jumper, il vice-rettore dell'università in cui insegna. 
La morte del collega McFee scatena un vero e proprio duello filosofico sulla natura dell'uomo e in mezzo agli scombussolamenti del dipartimento rimane invischiata Dotty, la moglie di George e paziente di Archie. Dotty è stata un'allieva di George e, dopo una carriera teatrale di discreto successo aveva abbandonato le scene, dato che aver visto l'allunaggio in televisione l'aveva portata a perdere il senno. Aver visto la luna così da vicino le ha infatti ricordato della marginalità dell'uomo e della sua insignificanza nell'universo.
Slegato dalla realtà e incapace di definire cosa renda un uomo una prava persona, George Moore perde terreno anche in università. Nella conclusione anticlimatica della commedia farsesca, Moore prova a dimostrare i paradossi di Zenone e, nel farlo, uccide accidentalmente la lepre che si era portano per rappresentare graficamente la favola della lepre e la tartaruga; sconvolto dal dolore, George calpesta accidentalmente la tartaruga, uccidendo anche lei.

## Storia delle rappresentazioni
Jumpers ha fatto il suo debutto all'Old Vic di Londra, portato in scena dalla compagnia del National Theatre per la regia di Peter Wood. Michael Hordern interpretava George Moore, mentre Diana Rigg recitava nel ruolo di Dotty. La commedia fu accolta molto positiva dalla critica britannica.
Due anni dopo la pièce fece il debutto a Broadway e rimase in cartellone al Nederlander Theatre per 48 rappresentazioni dal 22 aprile al giugno 1974. Dennis Nahat curava la regia, mentre Brian Bedford e Jill Clayburgh interpretavano i Moore. Molto apprezzata fu la performance di Bedford nel ruolo del filosofo, che gli valse il Drama Desk Award.
Nel 1984 Nicholas Hytner ha diretto un revival della commedia al Royal Exchange di Manchester, con Tom Courtenay (George), Julie Walters (Dotty) e John Bennett (Archie). David Leveaux ha riportato la pièce al National Theatre di Londra nel 2003; lo stesso allestimento è stato riproposto a Broadway nel 2004, in scena per 89 repliche al Brooks Atkinson Theatre con Simon Russell Beale (George) ed Essie Davis (Dotty).

## Edizioni
- Tom Stoppard, Teatro delle parodie: Acrobati-Mostri sacri, traduzione di F. Marenco, Costa & Nolan, 2005, ISBN 978-8874370047.